# Клубный чемпионат Франции по теннису среди женщин 2012
Клубный чемпионат Франции по теннису среди женщин 2012 (оно же — Женский премьер-дивизион) — традиционный показательный теннисный турнир, проводящийся в конце года во Франции.
Турнир проводится в два раунда — сначала команды разбиваются на две группы, играя каждая с каждой в один круг, а затем проводят по одной решающей встречи: лидеры групп — за чемпионский титул; пара аутсайдеров (последняя команда одной группы с предпоследней другой) матчи за право остаться в лиге.
Каждая матчевая встреча состоит из 6 встреч (4 — в одиночном разряде и 2 — в парном). В рещающих матчах, в случае ничьей по итогам этих встреч играется дополнительная парная встреча.
В 2011 году турнир стартовал 20 ноября.

## Участники турнира[1][2]
| Клуб                  | Теннисистки | Клуб                    | Теннисистки |
| --------------------- | --- | ----------------------- | --- |
| Entente Yonnaise      | Роса-Мария Андрес-Родригес Габриэла Веласко-Андреу Эстрелья Кабеса Кандела Матильда Муньос Гонсалвес Ольга Калюжная Меган Мултон-Леви Алисон Карр Шлоэ Паке Дженнифер Муанар Людивин Шуазель Жюли Эрв | Grenoble Tennis         | Татьяна Малек Эйрини Георгату Анна Герасиму София Квацабая Ирина Кузьмина Флоранс Арин Ана Врлич Ника Ожегович Ясмина Тинич Катерина Ванькова Штефани Фёгеле  |
| TC Cormontreuil       | Марта Домаховска Екатерина Бычкова Весна Долонц Шарлин Бреди Ева Бирнерова Луция Градецкая Клара Закопалова Ленка Немечкова Михаэла Паштикова Луция Шафаржова                                         | Lagardere Paris Racing  | Селима Сфар Стефани Коэн-Алоро Кристина Младенович Камиль Пен Марион Равеложаона Виржини Раззано Лаэтития Сарразан Юлия Федосова Амандин Эсс Петра Цетковская |
| TC Paris              | Альберта Брианти Натали Виерин Мэнди Минелла Майлин Андриё Одри Берго Жюли Куэн Полин Пармантье Оливия Санчес Стефани Форетц-Гакон Тимея Бачински                                                     | TC Boulogne Billancourt | Стефани Вонсути Клер де Губернати Эмили Лерой Дженнифер Миган Лора Рокши Шарлотт Родье Лора Торп Люсе Эвеле Ндоле Люсита Элмале Аяка Окуно                    |
| SC Levallois Sporting | Александра Дулгеру Симона Халеп Сеголен Берже Анаис Девилль Ализе Лим Полин Лоллия Анаис Лорендон Карла Мра Араван Резаи Шереза Рей                                                                   | TCM Denain              | Янина Викмайер Кирстен Флипкенс Кристина Барруа Мона Бартель Катрин Вёрле Андреа Петкович Моника Никулеску Мария Корытцева Ализе Корне                        |

## Ход соревнования

### 1-й этап

#### Группа А[3]
| Поз. | Команда               | Очки | Матчи | Сеты | Геймы | 1   | 2   | 3   | 4   |
| ---- | --------------------- | ---- | ----- | ---- | ----- | --- | --- | --- | --- |
| 1.   | SC Levallois Sporting | 8    | +10   | +19  | +95   | X   | 3:3 | 5:1 | 6:0 |
| 2.   | TC Paris              | 8    | +8    | +12  | +51   | 3:3 | X   | 5:1 | 2:4 |
| 3.   | Entente Yonnaise      | 5    | −4    | −7   | −34   | 1:5 | 1:5 | X   | 1:5 |
| 4.   | TC Cormontreuil       | 1    | −14   | −24  | −112  | 0:6 | 4:2 | 5:1 | X   |

Примечание: TC Cormontreuil лишён очков за победы в двух первых встречах.

#### Группа Б[5]
| Поз. | Команда                 | Очки | Матчи | Сеты | Геймы | 1   | 2   | 3   | 4   |
| ---- | ----------------------- | ---- | ----- | ---- | ----- | --- | --- | --- | --- |
| 1.   | TCM Denain              | 9    | +14   | +28  | +106  | X   | 0:0 | 6:0 | 6:0 |
| 2.   | Lagardere Paris Racing  | 7    | +6    | +13  | +46   | 0:0 | X   | 5:1 | 5:1 |
| 3.   | Grenoble Tennis         | 5    | −6    | −12  | −59   | 0:0 | 1:5 | X   | 0:6 |
| 4.   | TC Boulogne Billancourt | 3    | −14   | −29  | −93   | 0:6 | 0:0 | 1:5 | X   |

### 2-й этап

#### Финал
|                 |    | SC Levallois Sporting        | TCM Denain                   | Счёт            | Итог      |
| --------------- | -- | ---------------------------- | ---------------------------- | --------------- | --------- |
| Одиночные матчи | 1. | Александра Дулгеру           | Моника Никулеску             | 6:3 6:4         | 1-0       |
| Одиночные матчи | 2. | Ализе Лим                    | Ализе Корне                  | 3:6 2:6         | 1-1       |
| Одиночные матчи | 3. | Анаис Лорендон               | Катрин Вёрле                 | 6:3 4:6 1:6     | 1-2       |
| Одиночные матчи | 4. | Сеголен Берже                | Кирстен Флипкенс             | 6:3 1:6 4:6     | 1-3       |
| Парные матчи    | 1. | Александра Дулгеру Ализе Лим | Ализе Корне Кирстен Флипкенс | 2:6 — отказ     | 1-4 (0-1) |
| Парные матчи    | 2. | Анаис Лорендон Сеголен Берже | Катрин Вёрле Энн Кремер      | 6:4 1:0 — отказ | 2-4 (1-1) |